# Куланутпес (Куланутпесский сельский округ)
Куланотпес (каз. Құланотпес) — село в Нуринском районе Карагандинской области Казахстана. Административный центр Куланотпесского сельского округа. Код КАТО — 355263100.
Севернее села протекает река Куланотпес и располагается устье её левого притока Кона.

## Население
В 1999 году население села составляло 565 человек (278 мужчин и 287 женщин). По данным переписи 2009 года, в селе проживало 236 человек (130 мужчин и 106 женщин).